# Steve Bartkowski
Pour les articles homonymes, voir Bartkowski.
(en) Statistiques sur pro-football-reference
Steven Joseph Bartkowski dit Steve Bartkowski (né le 12 novembre 1952 à Des Moines) est un joueur américain de football américain qui évoluait au poste de quarterback.

## Carrière

### Université
Bartkowski fait ses études à l'université de Californie à Berkeley, jouant avec les Golden Bears dans l'équipe de football américain de l'université. Lors de sa dernière saison universitaire, il est nommé All-American en 1974.

### Professionnel
Steve Bartkowski est sélectionné au premier tour du draft de la NFL de 1975 au premier choix. Il devient le premier client de l'agent Leigh Steinberg. Pour sa première saison en professionnel, il joue onze matchs comme titulaire et réussit 45,1 % de ses passes, donnant treize passes pour touchdown et quinze passes interceptées. Dès la fin de cette saison, il est nommé Rookie de l'année pour la NFL par le magazine The Sporting News. Après deux saisons le voyant faire quelques matchs, il revient au top en 1978, jouant quatorze matchs dont treize comme titulaire ainsi qu'une saison 1979 quasi similaire.
En 1980, Steve nous fait une saison exceptionnelle en délivrant trente-et-une passe pour touchdown devenant un des premiers quarterbacks à réaliser plus de trente passes pour touchdown lors d'une saison (Drew Brees, Dan Fouts, Brett Favre, Jeff Garcia, Dan Marino, Y.A. Tittle et Peyton Manning). En 1981, malgré une saison en dessous des espérances, Steve donne trente passes pour touchdown mais se fait intercepter vingt-trois passes (son plus grand nombre en une saison). En 1982, une de ses passes permet aux Falcons de parcourir quatre-vingt-six yards. En 1983, il ne se fait intercepter que cinq passes, réalisant la statistique de 1,2 % de ses passes interceptées. En 1984, il réussit 67,3 % de ses passes, ce qui est le meilleur score d'un quarterback de la NFL lors de cette saison. La saison 1985 est noire pour Bartkowski car il est titularisé lors de cinq matchs, qui se soldent tous par une défaite et n'apparaît plus de la saison. Il quitte le club peu de temps après et fait un essai en équipe d'entraînement des Redskins de Washington mais il n'est pas retenu.
Il signe en 1986 avec les Rams de Los Angeles, jouant six matchs avec cette franchise mais il ne retrouve pas son niveau d'antan et prend sa retraite.

## Après la NFL
Steve est aujourd'hui membre du conseil d'administration des Falcons d'Atlanta. Son fils Philip Bartkowski est marié à Robin Fortin, la sœur de l'ancien joueur des Falcons Roman Fortin.